# 24278 Davidgreen
24278 Davidgreen è un asteroide della fascia principale. Scoperto nel 1999, presenta un'orbita caratterizzata da un semiasse maggiore pari a 2,5341891 UA e da un'eccentricità di 0,1911921, inclinata di 4,56612° rispetto all'eclittica.